# Semanak
Semanak is een bestuurslaag in het regentschap Lampung Selatan van de provincie Lampung, Indonesië. Semanak telt 987 inwoners (volkstelling 2010).